# Tonami
Tonami (jap. 砺波市, -shi) ist eine Stadt in der Präfektur Toyama in Japan.

## Geographie
Tonami liegt westlich von Toyama und südlich von Takaoka.

## Geschichte
Der Gemeinde Tonami (砺波町, -machi) wurde am 1. April 1954 das Stadtrecht verliehen.  Mit der Eingemeindung am 1. November 2004 der Gemeinde Shōgawa (庄川町, -machi) wurde die Stadt neugegründet.

## Verkehr
- Zug:
  - JR Jōhana-Linie
- Straße:
  - Hokuriku-Autobahn
  - Nationalstraßen 156, 359, 471

## Städtepartnerschaften

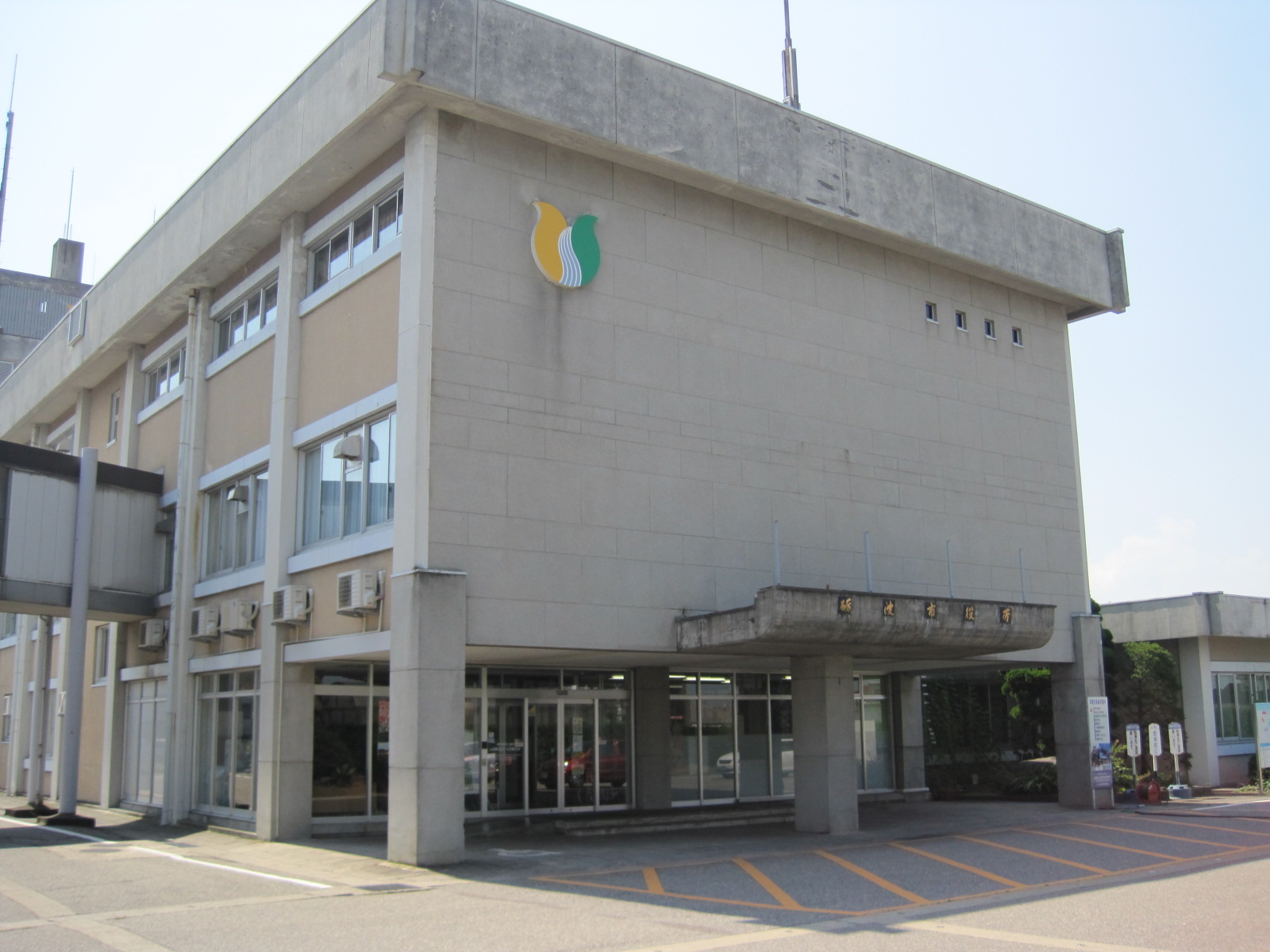
Rathaus

- Panjin, Volksrepublik China, seit 1991
- Yalova, Türkei

## Angrenzende Städte und Gemeinden
- Oyabe
- Takaoka
- Nanto
- Imizu